# Logički kvantifikator
Logički kvantifikator (kvant, kvantum + lat. -ficatio: činjenje ≃ facere: činiti, načiniti) ili logički količitelj je svaki simbol koji pokazuje vrijedi li neka oznaka za sve ili samo za neke dijelove cjeline.
Poznati su univerzalni kvantifikator "∀" (za svaki) i egzistencijalni kvantifikator "∃" (postoji). Koristimo ih npr. kod izražavanja pomoću predikata. Postoji i kvantifikator jedinstvenosti ("postoji najviše jedan") koji nije kvantifikator u strogo logičkom smislu, ali je prikladan kao pokrata za izjave koje bi inače zvučale presloženo. Pri pisanju kvantificiranja mora se paziti na redoslijed.
Ograničeni kvantifikatori su kvantifikatori koji preciziraju skup iz kojeg "izvlače" vrijednosti za svoju varijablu.